# Francesc Adell Ferré
Francesc Adell Ferré (Riudecanyes, Baix Camp, 30 de desembre de 1909 - Madrid, 12 de setembre de 1979) fou un arquitecte i pintor aquarel·lista català. Era el més petit de cinc germans i la seva família es dedicava a explotar un negoci familiar de destil·lació d'alcohol. Al Col·legi de Riudecanyes, va cridar l'atenció del seu mestre per la seva facilitat per aprendre i dibuixar. Va estudiar a l'Escola Superior d'Arquitectura de Barcelona l'any 1927, i va acabar la carrera el 1936. La Guerra Civil espanyola li va ocasionar problemes pel reconeixement del títol, que va aconseguir tres anys més tard.
Fou arquitecte municipal dels ajuntaments de Riudoms (1936), Falset (1941), Móra d'Ebre (1942) i l'Espluga de Francolí (1941), i també fou arquitecte de la Cambra Oficial de la Propietat Urbana de Reus (1941) reconstruint diversos edificis malmesos pels bombardejos de l'aviació franquista. D'entre les obres que va firmar en aquella època des del seu despatx professional de Reus destaquen la construcció del Museu Biblioteca Josep Serra Ferré, a La Riba (1948); el Casal Montblanquí, a Montblanc (1948), i el col·legi dels salesians al carrer del Roser de Reus (1951), edifici que avui ocupa l'IES Gabriel Ferrater construït sobre l'antic cementiri. També va sorgir del seu despatx el projecte de reconstrucció de l'ermita de la Mare de Déu de la Riera de les Borges del Camp, d'estil modernista i que va quedar destruïda després de servir de polvorí durant la Guerra Civil. També foren seus els projectes de l'Escola Superior de Belles Arts de Sant Carles de València i de les escoles d'arts i oficis de la mateixa ciutat, Badalona i Barcelona, ciutat on va construir l'escola oficial d'idiomes.
El 1958 fou nomenat arquitecte escolar interí de la demarcació de Tarragona, i el 1960 va assolir el mateix càrrec a nivell de Catalunya, moment en què es va establir a Barcelona, i el 1963 a Madrid com assessor del Ministeri d'Educació, ciutat en què va viure fins al 1979. En aquestos anys va construir una xarxa d'instituts per tot l'estat. Va destacar també per la recuperació del poble de Siurana, amb cooperació amb l'alcalde pedani Genaro Martorell. També va pintar diverses aquarel·les, tècnica que controlava amb facilitat, i formava part de la junta directiva de l'Agrupació d'Aquarel·listes de Catalunya.
Va morir el 1979 a Madrid. L'any 2007 se li va retre un homenatge a Riudecanyes.